# Jan de Klerk
Johannes "Jan" de Klerk, DMS (Burgersdorp, 1903. július 22. – Krugersdorp, 1979. január 24.) dél-afrikai politikus. Ő volt az apja F. W. de Klerknek, Dél-Afrika utolsó államelnökének.
A Nemzeti Párt tagjaként De Klerk 9 napig ideiglenes államelnök volt Jacobus Johannes Fouché 1975-ös nyugdíjba vonulását követően. Ezt megelőzően szenátor (1955–1975), munkaügyi és közmunkaügyi miniszter volt. 1954–1958), illetve munka és bányaügyi  (1958–1961), belügy, munka és bevándorlási (1961), belügy, oktatás, művészet és tudományos (1961–1966), oktatás, művészetek és tudományok és információs (1966–1967) és a nemzeti oktatásért felelős miniszter volt (1968–1969), valamint a Szenátus elnöke 1969–1976 között.

## Fordítás
Ez a szócikk részben vagy egészben  a   Jan de Klerk című angol Wikipédia-szócikk ezen változatának fordításán alapul.  Az eredeti cikk szerkesztőit annak laptörténete sorolja fel. Ez a jelzés csupán a megfogalmazás eredetét és a szerzői jogokat jelzi, nem szolgál a cikkben szereplő információk forrásmegjelöléseként.